# دودو (لاعب كرة قدم فرنسي)
دودو (بالفرنسية: Doudou)‏ هو لاعب كرة قدم فرنسي في مركز نصف الجناح، ولد في 11 سبتمبر 1980. لعب مع أكسفورد يونايتد وراسينغ كولومب وكوينز بارك رينجرز ونادي فارنبوروه.